# Хуан Сімон
Хуан Сімон (ісп. Juan Simón, нар. 2 березня 1960, Росаріо) — аргентинський футболіст, що грав на позиції захисника, зокрема, за клуби «Ньюеллс Олд Бойз» та «Бока Хуніорс», а також національну збірну Аргентини, у складі якої був фіналістом чемпіонату світу 1990 року.

## Клубна кар'єра
У дорослому футболі дебютував 1977 року виступами за команду клубу «Ньюеллс Олд Бойз», в якій провів шість сезонів, взявши участь у 211 матчах чемпіонату.  Більшість часу, проведеного у складі «Ньюеллс Олд Бойз», був основним гравцем захисту команди.
Згодом з 1983 по 1988 рік грав у Франції у складі «Монако» та «Страсбура».
1988 року повернувся на батьківщину, до клубу «Бока Хуніорс», за який відіграв 6 сезонів. Граючи у складі «Бока Хуніорс» також здебільшого виходив на поле в основному складі команди. За цей час виборов титул чемпіона Аргентини, ставав переможцем Рекопи Південної Америки. Завершив професійну кар'єру футболіста виступами за команду «Бока Хуніорс» у 1994 році.

## Виступи за збірні
1979 року залучався до складу молодіжної збірної Аргентини. На молодіжному рівні зіграв в 11 офіційних матчах, забив 1 гол.
1980 року дебютував в офіційних матчах у складі національної збірної Аргентини. Протягом кар'єри у національній команді, яка тривала 11 років, провів у її формі 13 матчів.
У складі збірної був учасником чемпіонату світу 1990 року в Італії, де разом з командою здобув «срібло».

## Титули і досягнення
- Чемпіон світу (U-20): 1979
- Чемпіон Аргентини (1):

«Бока Хуніорс»: Apertura 1992
- Переможець Рекопи Південної Америки (1):

«Бока Хуніорс»: 1990
- Віце-чемпіон світу: 1990